# 清原みゆき
清原 みゆき（きよはら みゆき、1984年3月13日 -  ）は日本の女性タレント、レースクイーン。所属事務所はプラチナムプロダクションであった。神奈川県出身。

## 来歴・人物
- 2005年、同じ事務所の愛川ゆず季、相澤仁美、渋谷真由と共にSUPER GTイメージガール「“P-ch!”（ピーチ）」の一員として活躍。P-ch!ではメインヴォーカルを担当した。
- 2009年3月8日付の愛川ゆず季のブログにて、現在は結婚して二児の母になることを明かした[1]。

## 活動実績
- 2005年 Super GTイメージガール“P-ch!”
- 2006年 吉兆宝山（ホーサンズコスモスサーキットレディ）レースクイーン

## プロフィール
- 身長・・・165センチ
- バスト・・・80センチ
- ウエスト・・・59センチ
- ヒップ・・・89センチ
- 血液型・・・A型
- 趣味・・・読書、映画鑑賞
- 特技・・・両手じゃんけん、激辛料理を食べること、砲丸投げ

## リリース作品
DVD
- 「み・ゆ・き」（ラインコミュニケーションズ・2005年12月15日発売）

CD（P-ch!として）
- 「SUPER EUROBEAT presents SUPER GT 2005」（avex trax・2005年4月27日発売）　曲名『LIVIN' IN THE NIGHT 』
- 「SUPER EUROBEAT presents SUPER GT 2005 ~SECOND ROUND~」（avex trax・2005年9月21日発売）　曲名『そばにいて～ON MY OWN～』